# Felsinschrift von Taşköprü
Die Felsinschrift von Taşköprü (Daš-kerpi, Daš Kerpi) des urartäischen Königs Sarduri II. liegt 2 km westlich vom Südende des Çıldır-Sees in der Nordtürkei (Kreis Arpaçay, Provinz Kars). 
Sie berichtet von dem Feldzug gegen Uḫimeali und die Eroberung von Maqaltū (URUMa-aq-al-tú-u), von dem wir aus anderen Quellen wissen, dass es die Hauptstadt von Iga war. Nach Harutjunjan hat es mit Uḫimeali nichts zu tun.

„dḪaldi dem Großen. Sarduri, Sohn des Argišti spricht: Als ich das (Land) Uḫimeali mit Krieg überzog, bei der Verfolgung dieses Weges nahm ich URUMaqaltū ein. Männer und Frauen habe ich nach KURBianili weggeführt.“

Die Inschrift wurde 1919 durch Nikolai Jakowlewitsch Marr vorgelegt. Weitere Publikationen erfolgten durch Archibald Henry Sayce, J. Meščaninov und Gregorij Melikišvili. Ein Abklatsch der Inschrift befindet sich im georgischen Nationalmuseum in Tiflis.
Es ist wahrscheinlich, dass Maqaltū in unmittelbarer Nähe des Dorfes Taşköprü (⊙) lag und das Königreich Iga sein Zentrum am südlichen Çıldır-See hatte. Das Land Quriani dürfte in der Nachbarschaft gelegen haben.